# Primera División Uruguaya 1954
Il campionato era formato da dieci squadre e il Peñarol vinse il titolo.

## Classifica finale
| Pos. | Squadra              | G  | V  | N | P  | GF | GS | Punti |
| ---- | -------------------- | -- | -- | - | -- | -- | -- | ----- |
| 1    | Peñarol              | 18 | 14 | 4 | 0  | 49 | 11 | 32    |
| 2    | Nacional             | 18 | 9  | 4 | 5  | 34 | 17 | 22    |
| 3    | Danubio              | 18 | 9  | 4 | 5  | 29 | 23 | 22    |
| 4    | Rampla Juniors       | 18 | 7  | 5 | 6  | 25 | 26 | 19    |
| 5    | Defensor             | 18 | 6  | 6 | 6  | 25 | 27 | 18    |
| 6    | Cerro                | 18 | 6  | 5 | 7  | 21 | 26 | 17    |
| 7    | Liverpool            | 18 | 5  | 7 | 6  | 25 | 34 | 17    |
| 8    | River Plate          | 18 | 4  | 8 | 6  | 20 | 29 | 16    |
| 9    | Montevideo Wanderers | 18 | 2  | 6 | 10 | 17 | 29 | 10    |
| 10   | Miramar              | 18 | 1  | 5 | 12 | 19 | 42 | 7     |

G = Partite giocate; V = Vittorie; N = Nulle/Pareggi; P = Perse; GF = Goal fatti; GS = Goal subiti; 

## Classifica marcatori
| Gol |  |  | Giocatore  | Squadra |
| --- |  |  | ---------- | ------- |
| 12  |  |  | Juan Romay | Peñarol |